# Édouard Bérard (chanoine)
Pour les articles homonymes, voir Édouard Bérard et Bérard.
Édouard Bérard, né le 26 juin 1825 à Châtillon et mort le 8 février 1889 à Aoste, est un prêtre catholique et un botaniste valdôtain. Il est notamment le fondateur de la Société de la flore valdôtaine.

## Biographie
Pierre-Antoine-Édouard Bérard issu d'une famille originaire de Cogne, naît à Châtillon le 26 juin 1825 de Pierre-Antoine et de Marie Colomb. Ordonné prêtre le 23 septembre 1848 il poursuit une carrière ecclésiastique. Chanoine honoraire du chapitre de la cathédrale d'Aoste le 22 mars 1855 il en devient titulaire le 29 mars 1861 et chanoine théologal le 31 décembre 1856.
Parallèlement il mène une carrière d'enseignant. Il devient d'abord à l'âge de 19 ans enseignant de botanique au lycée gymnase à Aoste , géré à l'époque par les Jésuites puis professeur de 6e (1844-1846) de 3e (1848-1851) et Dicteur Spirituel (1848-1853) , professeur substitut de Philosophie et de latin (1852-1854) de Rhétorique (1854-1855 . Il est ensuite nommé Directeur du Grand-Séminaire (1855-1856) ou il est professeur d'Écriture-Sainte et d'Eloquence sacrée (1855-1857) de Théologie dogmatique (1858-1859) et enfin Directeur (1856-1861). Il est également professeur de géométrie de physique (1861-1862) et professeur de Littérature  latine et grecque au Lycée d'Aoste (1862-1863). Il est membre de la Société Murithienne de Botanique du Valais en 1862, de la Junte des Antiquités d'Aoste le 5 septembre 1869. Il était devenu membre de l'Académie Saint-Anselme dès 1856

Il meurt à Aoste le 8 février 1889  sans pouvoir achever son projet de recueillir un herbier complet de la Vallée d'Aoste.

## LaSociété de la flore valdôtaine
Avec Georges Carrel il fonde en 1858 la Société d'histoire naturelle de la ville d'Aoste, qui devient en 1884 la Société de la flore valdôtaine. Au cours de sa vie il recueille un herbier qui est perdu par la suite. Ce qui en est resté a servi de base à Lino Vaccari pour rédiger le catalogue de la flore valdôtaine. L'herbier de Bérard comptait entre autres des échantillons recueillis par des botanistes de renommée tels que Gaston Abdon de la Soie, Alphonse Rion et Pierre Alfred Déséglise.

## Œuvres
- La langue française dans la Vallée d'Aoste 1862 ;
- Le Comte Edouard Crotti 1870 ;
- Les Antiquité romaines et du Moyen Âge dans la Vallée d'Aoste en deux parties ;

ainsi que plusieurs plaquettes sur des Inscriptions et des Tombes romaines...

## Hommages
Le lycée scientifique d'Aoste porte son nom.